# Conselho para o Desenvolvimento da Pesquisa em Ciências Sociais em África
O Conselho para o Desenvolvimento da Pesquisa em Ciências Sociais em África, ou CODESRIA, é uma instituição fundada em 1973, em Dakar, com o objetivo de conectar e promover a pesquisa de cientistas sociais na África, declarando desde o início seu caráter “pan-africano e independente”.